# 三浦方義
三浦 方義（みうら まさよし、1933年8月23日 - ）は、青森県三戸郡五戸町出身の元プロ野球選手（投手）・コーチ、解説者。

## 経歴
男3人・女3人の6人兄弟の末っ子として生まれ、幼少期はスキーやスケートを通じて足腰が鍛えられた。五戸高校2年次の1950年6月28日に青森市営球場で行われた巨人-西日本戦を観戦し、この試合で巨人先発の藤本英雄が日本プロ野球史上初の完全試合を達成したのを目撃。これがきっかけで藤本に憧れるようになり、同年冬には和歌山市で実施された早稲田大学野球部の冬季練習に参加し、その中には広岡達朗・荒川博・小森光生らがいた。エースとして3年次の1951年春季東北大会県予選決勝に進むが、七戸高に敗退。
同年11月に読売ジャイアンツの入団テストを受けて合格し、高校卒業後の1952年に入団。1年目の同年は洋松ロビンス監督を辞してコーチとして入団していた新田恭一の指導を受けて、それまでの自己流の投法を修正し、ボールが楽に投げられるようになる。3年目の1954年には憧れの藤本が二軍多摩川グラウンドにやって来てブルペンにて投球練習を行っているところを、三浦は後ろから見学。藤本の持ち球であるスライダーを目で見て盗むが、巨人では4シーズンで9試合、投球回数15回1/3のみと出番は少なく、1955年限りで三浦は巨人を自由契約となった。
1956年に三浦は同期生の笠原正行と共に大映スターズへ移籍し、エース格でコーチ兼任の林義一から左足の踏み込みについて欠点を指摘されフォームを修正。それまでの過去4シーズン0勝から一気に飛躍して29勝14敗、防御率1.77（リーグ5位）の好成績で最多勝のタイトルを獲得し、それまでのパ・リーグのシーズン勝利記録を更新した。同年は終盤まで梶本隆夫（阪急）と最多勝のタイトルを争い、10月7日の時点で共に27勝で並んでいた。シーズン最終日となる翌8日の近鉄戦（茅ヶ崎）ダブルヘッダー2試合で共に救援登板して一挙に2勝を挙げて29勝となり、東映戦（駒沢）で28勝の梶本を振り切り、最多勝を確定させた。当時のパ・リーグは年間勝率が3割5分を割ったチームには500万円の罰金を科す規約があり、同年の大映は57勝94敗でパ8球団中7位で勝率3割8分1厘であったため辛うじて罰金を逃れたが、三浦はチーム勝利数の半分以上を一人で稼いだことになる。
チームが高橋ユニオンズと合併した1957年は12勝21敗でリーグ最多敗戦、毎日オリオンズと合併して大毎オリオンズとなった1958年は11勝8敗と3年連続2桁勝利を記録するが、1959年以降は4シーズンで4勝に終わる。肘を痛めた影響で1962年限りで現役を引退。
引退後は大毎→東京→ロッテで二軍投手コーチ（1963年 - 1965年, 1968年, 1973年）・スカウト（1966年 - 1967年）を歴任し、コーチ時代には成田文男・木樽正明・八木沢荘六らを育成、スカウトとしては弘田澄男を獲得している。1971年には1年だけ千葉テレビ「CTCダイナミックナイター」解説者を務め、ロッテ退団後は東京都内で会社員として勤務した。

## 詳細情報

### 年度別投手成績
| 年 度     | 球 団     | 登 板 | 先 発 | 完 投 | 完 封 | 無 四 球 | 勝 利 | 敗 戦 | セ 丨 ブ | ホ 丨 ル ド | 勝 率 | 打 者 | 投 球 回 | 被 安 打 | 被 本 塁 打 | 与 四 球 | 敬 遠 | 与 死 球 | 奪 三 振 | 暴 投 | ボ 丨 ク | 失 点 | 自 責 点 | 防 御 率 | W H I P |
| --------- | --------- | ----- | ----- | ----- | ----- | -------- | ----- | ----- | -------- | ----------- | ----- | ----- | -------- | -------- | ----------- | -------- | ----- | -------- | -------- | ----- | -------- | ----- | -------- | -------- | ------- |
| 1952      | 巨人      | 2     | 1     | 0     | 0     | 0        | 0     | 0     | --       | --          | ----  | 23    | 4.2      | 7        | 1           | 3        | --    | 0        | 1        | 0     | 0        | 5     | 5        | 9.00     | 2.14    |
| 1953      | 巨人      | 5     | 0     | 0     | 0     | 0        | 0     | 0     | --       | --          | ----  | 40    | 7.2      | 13       | 1           | 4        | --    | 0        | 1        | 0     | 0        | 8     | 7        | 7.88     | 2.22    |
| 1954      | 巨人      | 1     | 0     | 0     | 0     | 0        | 0     | 0     | --       | --          | ----  | 20    | 4.2      | 5        | 3           | 2        | --    | 0        | 4        | 0     | 0        | 5     | 5        | 9.00     | 1.50    |
| 1955      | 巨人      | 1     | 0     | 0     | 0     | 0        | 0     | 0     | --       | --          | ----  | 14    | 3.2      | 4        | 0           | 0        | 0     | 0        | 4        | 1     | 0        | 1     | 1        | 2.25     | 1.09    |
| 1956      | 大映      | 61    | 29    | 12    | 3     | 1        | 29    | 14    | --       | --          | .674  | 1291  | 329.2    | 220      | 6           | 109      | 5     | 8        | 187      | 5     | 0        | 80    | 65       | 1.77     | 1.00    |
| 1957      | 大映      | 49    | 25    | 10    | 1     | 3        | 12    | 21    | --       | --          | .364  | 954   | 224.0    | 218      | 11          | 62       | 1     | 3        | 110      | 4     | 0        | 107   | 88       | 3.54     | 1.25    |
| 1958      | 大毎      | 42    | 25    | 5     | 0     | 0        | 11    | 8     | --       | --          | .579  | 726   | 175.0    | 159      | 11          | 40       | 1     | 5        | 91       | 1     | 0        | 72    | 54       | 2.78     | 1.14    |
| 1959      | 大毎      | 34    | 15    | 0     | 0     | 0        | 3     | 8     | --       | --          | .273  | 406   | 95.1     | 101      | 4           | 19       | 4     | 3        | 52       | 3     | 0        | 49    | 43       | 4.03     | 1.26    |
| 1960      | 大毎      | 2     | 0     | 0     | 0     | 0        | 0     | 0     | --       | --          | ----  | 7     | 1.0      | 1        | 0           | 3        | 0     | 0        | 1        | 0     | 0        | 0     | 0        | 0.00     | 4.00    |
| 1961      | 大毎      | 6     | 0     | 0     | 0     | 0        | 1     | 1     | --       | --          | .500  | 31    | 7.0      | 8        | 2           | 3        | 0     | 0        | 2        | 0     | 0        | 5     | 5        | 6.43     | 1.57    |
| 1962      | 大毎      | 19    | 2     | 0     | 0     | 0        | 0     | 1     | --       | --          | .000  | 170   | 43.0     | 33       | 3           | 10       | 0     | 2        | 22       | 1     | 0        | 15    | 10       | 2.09     | 1.00    |
| 通算:11年 | 通算:11年 | 222   | 97    | 27    | 4     | 4        | 56    | 53    | --       | --          | .514  | 3682  | 895.2    | 769      | 42          | 255      | 11    | 21       | 475      | 15    | 0        | 347   | 283      | 2.84     | 1.14    |

- 各年度の太字はリーグ最高

### タイトル
- 最多勝利：1回 （1956年）

### 記録
- オールスターゲーム出場：1回 （1956年）

### 背番号
- 31 （1952年）
- 34 （1952年 - 1955年）
- 51 （1956年）
- 12 （1957年）
- 10 （1958年 - 1962年途中）
- 63 （1962年途中 - 同年終了）
- 66 （1963年 - 1965年）
- 56 （1968年）
- 82 （1973年）